# Sewerynów (Osmólsk Górny)
Sewerynów – niestandaryzowany przysiółek wsi Szkarada, dawna wieś, później zniesiona część wsi Osmólsk Górny w Polsce położona w województwie mazowieckim, w powiecie gostynińskim, w gminie Sanniki.
Dawniej odrębna wieś i gromada w gminie Sanniki.
W latach 1975–1998 miejscowość administracyjnie należała do województwa płockiego.